# Berkenbrück (Nuthe-Urstromtal)
Berkenbrück ist ein Ortsteil der Gemeinde Nuthe-Urstromtal im Landkreis Teltow-Fläming in Brandenburg.

## Lage
Berkenbrück liegt im Baruther Urstromtal etwa sieben Kilometer nördlich des Stadtzentrums von Luckenwalde. Umliegende Ortschaften sind Hennickendorf im Norden, Mertensmühle im Nordosten, Liebätz und Ruhlsdorf im Osten, die Stadt Luckenwalde im Süden, der Luckenwalder Ortsteil Frankenfelde im Südwesten, Gottsdorf im Westen sowie Dobbrikow im Nordwesten.
Berkenbrück liegt an der Landesstraße 71, die den Ort mit Luckenwalde und der Bundesautobahn 10 verbindet. Die Bundesstraße 101 von Ludwigsfelde nach Jüterbog ist etwa fünf Kilometer entfernt. Im südlichen Teil entwässert der Berkenbrücker Schöpfwerksgraben einige landwirtschaftlich genutzte Flächen in das Pfefferfließ.

## Geschichte und Etymologie

### 13. Jahrhundert bis 16. Jahrhundert

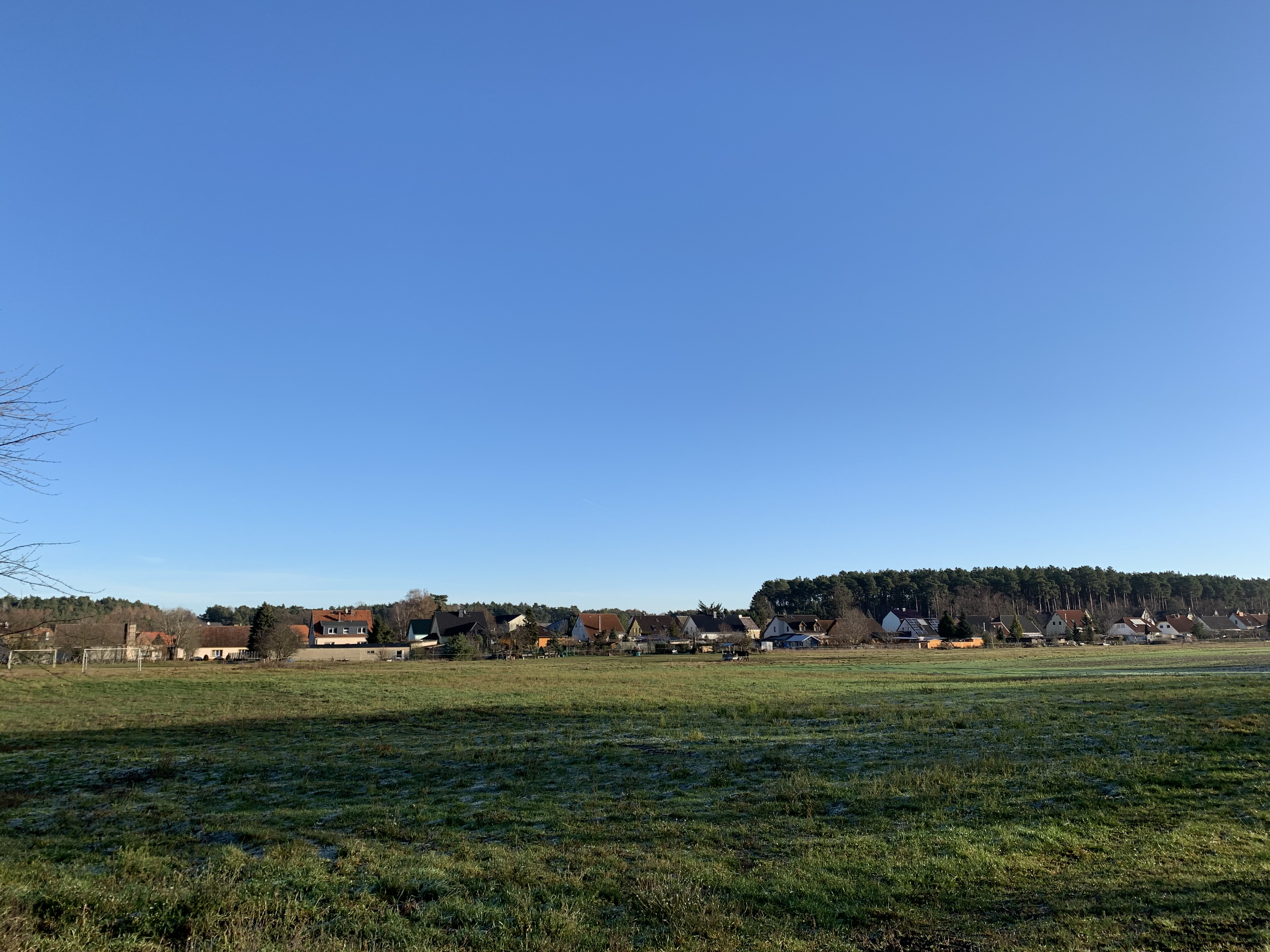
Dorfansicht vom Berkenbrücker Schöpfwerksgraben

Berkenbrück wurde 1295 erstmals als Berkenbrugke urkundlich erwähnt, was in etwa Ort an einer Birkenbrücke bedeutet. Das Dorf (villa) kam in diesem Jahr aus der Herrschaft derer von Trebbin zu Blankensee in den Besitz des Klosters Zinna und wurde seelsorgerisch vom Bistum Brandenburg betreut. Über die Geschicke im folgenden Jahrhundert ist bislang nichts bekannt. Erst 1401 erschien eine Notiz, dass jedem Hufner auch ein Morgen Wiese zugelegt wurde. Berkenbrück war möglicherweise eine eigene Kirchengemeinde, wurde aber ausdrücklich um 1450 und 1562 als Tochterkirche von Frankenfelde bezeichnet. Im Jahr 1480 ist in Berckenbrücke von einem Dorfschulzen die Rede, der zwei Lehnhufe bewirtschaftete. Außerdem gab es einen Zweihufner, neun Einhufner und einen Kossäten. Jedem Hof standen nun zwei Morgen Wiese zu; die Gemarkung war insgesamt 13 Hufen groß. Von jeder Hufe ging außerdem je ein Scheffel Roggen an den Pfarrer nach Frankenfelde sowie nach Trebbin. 1553 endete mit der Reformation die Herrschaft der Zisterzienser und Berkenbrück kam in den Besitz des Amtes Zinna „mit allem Recht und Patronat“. Im Jahr 1562 gab es im Dorf 14 Hauswirte. Sie leisteten dem Pfarrer in Frankenfelde erneut Abgaben, die sich insgesamt auf 11 Scheffel Korn beliefen. Der Küster erhielt von jeder Person, die zum Sakrament ging, zwei Eier. Im Jahr 1568 gab es im Dorf nach wie vor den Dorfschulzen mit zwei Hufen sowie zwei Morgen Wiese, einen Zweihufner mit vier Morgen Wiese sowie neun Einhufner mit je zwei Morgen Wiese und drei Kossäten. Im Jahr 1584 wurde lediglich von (erneut) 14 Hauswirten berichtet, ebenso um 1600.

### 17. Jahrhundert
Vor dem Dreißigjährigen Krieg lebten im Rundling 14 besessene Mann (Hufner), darunter ein Lehnmann. Es gab den Dorfschulzen mit zwei Lehnhufen, einen Zweierbhufner, neun Einerbhufner und drei Gärtner. Einer besaß „zwei Endchen“ Land am Damm, zwei jeweils ein Ländchen am Steindamm. Im Krieg wurde Berkenbrück zerstört; 1642 lebte nur noch der Dorfschulze im Dorf, das „halb abgebrannt“ war. Dennoch erhielt der Pfarrer weiterhin 11 Scheffel Roggen an Abgaben; hinzu kamen fünf Rauchhühner. Der Küster hatte erneut Anspruch auf zwei Eier von jeder Person, die zum Abendmahl ging. Im Jahr 1684 bestanden im Dorf 14 Güter. Eines davon gehörte dem Schulzen, daneben waren zehn Hufnerhöfe besetzt, von denen sechs dienten. Von den drei Kossäten war einer zu Diensten verpflichtet. Aus dem Jahr 1686 sind detaillierte Informationen bekannt. Es gab fünf Hufner und einen Kossäten. Der Schulze bewirtschaftete zwei Sandhufen und brachte dort 13 Scheffel Aussaat aus. Er erwirtschaftete drei Fuder Heu und besaß eine Wohnung mit Garten, eine Weide und durfte Viehzucht betreiben sowie Holz schlagen. Vier weitere Hufner besaßen je eine Hufe und brachten dort 7 3⁄4 Scheffel Aussaat aus. Ein Kossäte konnte 3⁄4 Scheffel Aussaat ausbringen und zwei Fuder Heu ernten. Das Dorf hatte sich allerdings noch nicht von den Kriegseinwirkungen erholt: Sechs Bauerngüter und ein Kossätenhof lagen noch wüst, lediglich ein Bauerngut und ein Kossätenhof befand sich im Anbau, so dass sechs Hufen bewohnt waren und sechs wüst lagen.

### 18. Jahrhundert
Im Jahr 1727 lebten in Berkenbrück der Dorfschulze, zehn Hufner und drei Kossäten. Ein Jahr später zählte die Statistik elf Bauern, die auf 13 Hufen je vier Wispel drei Scheffel und acht Metzen Aussaat ausbrachten. Zwei Kossäten erbrachten zehn Scheffel acht Metzen Aussaat. Im Jahr 1738 waren es zwei Zweihufner, darunter der Dorfschulze sowie neun Einhufner und nach wie vor drei Kossäten. Diese Struktur blieb über viele Jahrzehnte erhalten: 1745 lebten im Dorf elf Hufner und drei Kossäten, 1747 waren es 11 erbliche Bauern und drei erbliche Kossäten, während 1749 von 11 Vollspännern und drei Kossäten berichtet wurde. In den Jahren 1749/1755 lebten in Berkenbrück zwei Zweihufner, neun Einhufner, drei Kossäten und zwei Büdner sowie ein einzelner Einlieger. Im Jahr 1753 wechselte die Schreibweise zu Bergenbrick, um 1775 erstmals als Berkenbrück zu erscheinen. Aus dem Jahr 1772 sind elf Hufner, drei Kleinkossäten und fünf Büdner überliefert. Es gab im Ort 19 Männer und 19 Frauen, hinzu kamen an alten Wirten vier Männer und fünf Frauen. Weiterhin lebten sieben Söhne im Ort, die älter als 10 Jahre waren; 15 waren jünger. Es gab neun Töchter, die älter als 10 Jahre waren sowie 10 darunter. Hinzu kamen zwei Knechte und eine Magd.

### 19. Jahrhundert
Im Jahr 1801 bestand das Dorf aus dem Lehnschulzen, zehn Ganzbauern, drei Ganzkossäten und zwei Büdnern. Das Dorf war weiterhin 13 Bauernhufen groß und bestand aus 21 Feuerstellen (=Haushalte). Im Jahr 1812 bewirtschafteten die Einwohner auf 91 Morgen (Mg) 160 Quadratruten (QR) Acker je vier Wispel sieben Scheffel sechs Metzen Aussaat. Ein Jahr später erschien in der Statistik erstmals ein Schulhaus sowie ein Hirtenhaus. Es gab 21 Hauseigentümer, den Schulzen, zehn Bauern, drei Kossäten und vier Büdner. Mit einem Korbmacher im Jahr 1818 gab es erstmals den Nachweis, dass sich ein Gewerk im Ort niedergelassen hatte. Ihm folgten im Jahr 1837 ein Webstuhl auf Leinewand als Nebenbeschäftigung sowie ein Musikant. Es gab sieben männliche und vier weibliche Dienstboten und 20 Wohnhäuser. Im Jahr 1840 gab es einen Weber, der einen Gehilfen beschäftigte und zwei Webstühle betrieb. Im Jahr 1849 wechselte die Gerichtsbarkeit von Land- und Stadtgericht in Luckenwalde zur Gerichtskommission in Luckenwalde, um von dort im Jahr 1879 an das Amtsgericht Luckenwalde zu gelangen. Im Jahr 1858 standen im Dorf zwei öffentliche, 27 Wohn- und 57 Wirtschaftsgebäude, darunter eine Ziegelei sowie im Abbau eine weitere Ziegelei. Zu dieser Zeit war der Ort 2220 Morgen groß, darunter 1317 Morgen Wald, 500 Morgen Acker, 230 Morgen Weide und 173 Morgen Wiese. Die Ziegelei Reinshagen wurde 1882 fertiggestellt und so erschien Berkenbrück im Jahr 1891 als Dorf mit zwei Ziegeleien in der Statistik.

### 20. Jahrhundert
Um die Jahrhundertwende standen im Dorf im Jahr 1900 insgesamt 39 Häuser auf einer Fläche von 586,8 Hektar. 1931 waren es 38 Wohnhäuser mit 48 Haushaltungen auf 585,8 Hektar Fläche. Berkenbrück gehörte bis mindestens 1937 zur Kirchengemeinde Frankenfelde. Im Jahr 1939 gab es im Ort einen land- und forstwirtschaftlichen Betrieb mit über 100 Hektar Fläche. Sieben weitere besaßen zwischen 20 und 100 Hektar, vier zwischen 10 und 20 Hektar sowie sieben mit 5 bis 10 Hektar Fläche. Hinzu kamen 15 Betriebe, die zwischen 0,5 und 5 Hektar groß waren. Nach dem Zweiten Weltkrieg wurden 148,9 Hektar enteignet, darunter 41,7 Hektar Acker, 19,7 Hektar Wiese und Weide, 83,4 Hektar Wald, 0,6 Hektar Hofräume und 0,1 Hektar Gewässer sowie 4,2 Hektar Wege und Ödland. Von dieser Fläche wurden 20,3 Hektar auf neun landlose Bauern und Landarbeiter verteilt. 75,8 Hektar gingen an 23 landarme Bauern, 41,6 Hektar auf drei Umsiedler sowie 3,9 Hektar Waldzulage an zwei Altbauern. Die Gemeinde erhielt 5,4 Hektar Fläche, 2,1 Hektar gingen an die Vereinigung der gegenseitigen Bauernhilfe (VdgB) sowie weitere 0,6 Hektar an Bodenfonds. Am 25. Juli 1952 wurde die Gemeinde dem neu gebildeten Kreis Luckenwalde im Bezirk Potsdam zugeordnet. Im Jahr 1958 gründete sich eine LPG vom Typ III mit zunächst sieben Mitgliedern und 52 Hektar landwirtschaftlicher Nutzfläche. Sie wuchs auf 53 Mitglieder und 238 Hektar Fläche im Jahr 1961 an und wurde 1975 mit der LPG in Hennickendorf mit Sitz in Dobbrikow zusammengeschlossen. Die Kirchengemeinde kam im Jahr 1971 zur Gemeinde nach Hennickendorf. Im Jahr 1983 bestand in Berkenbrück die LPG Dobbrikow Werkstatt und Jungrinderaufzucht Berkenbrück.
Nach der Wende lag Berkenbrück im Landkreis Luckenwalde in Brandenburg. Am 29. April 1992 wurde in der Berkenbrücker Gaststätte Zur Erholung die öffentlich-rechtliche Vereinbarung zur Bildung des Amtes Nuthe-Urstromtal getroffen. Nach der Kreisreform in Brandenburg am 6. Dezember 1993 wurde Berkenbrück schließlich dem neu gebildeten Landkreis Teltow-Fläming zugeordnet und zusammen mit 22 weiteren bis dahin selbstständigen Gemeinden zu der neuen Gemeinde Nuthe-Urstromtal zusammengeschlossen.

### 21. Jahrhundert

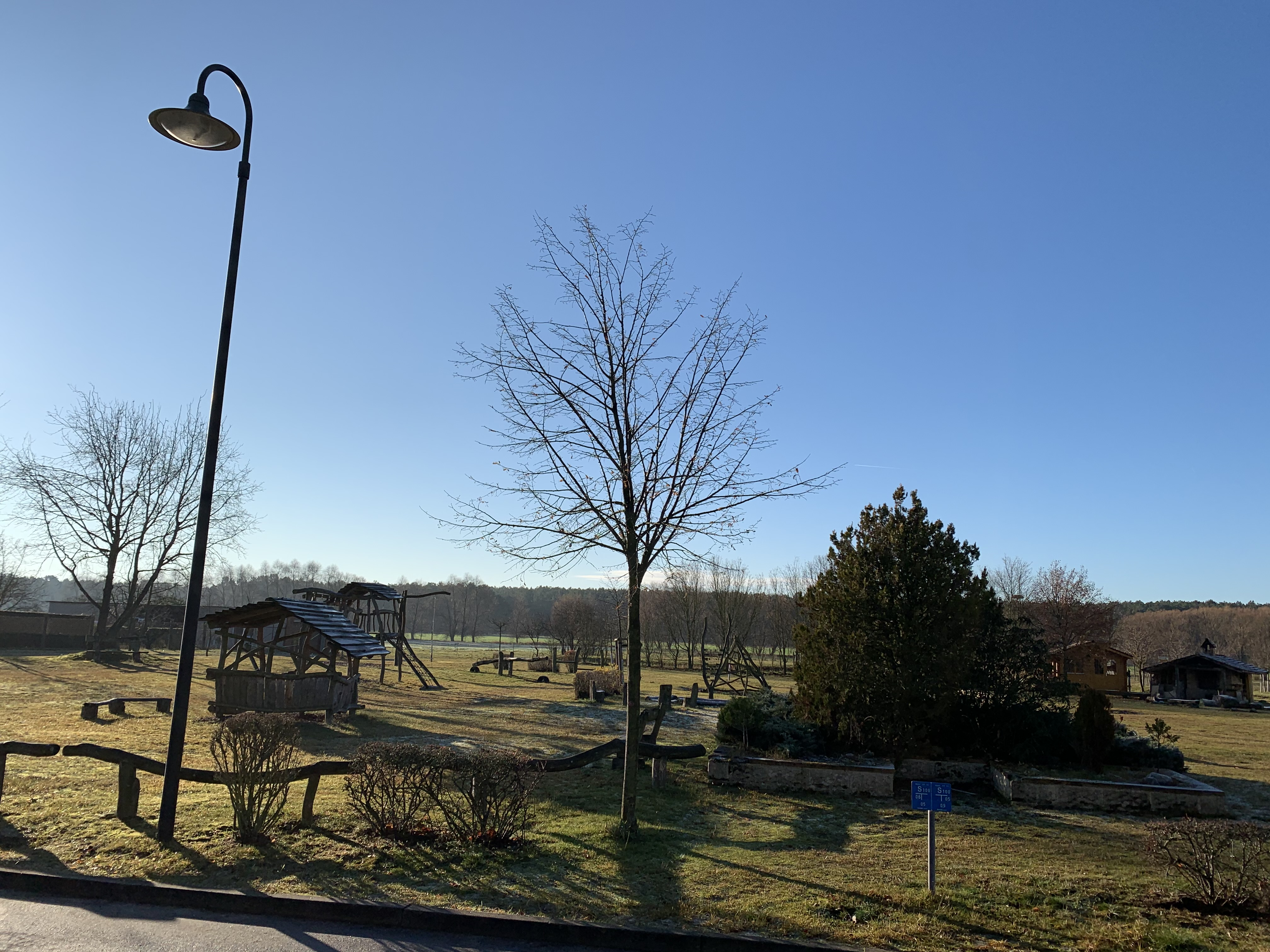
Spielplatz

Im 21. Jahrhundert ist Berkenbrück ein Teil der Kirchengemeinde Hennickendorf, welche zur Evangelischen Kirche Berlin-Brandenburg-schlesische Oberlausitz gehört.
Ortsvorsteher von Berkenbrück ist Roy Nitsche (Stand: 2020).

## Bevölkerungsentwicklung
| 1875 | 209 | 1939 | 190 | 1981 | 184 |
| 1890 | 206 | 1946 | 245 | 1985 | 190 |
| 1910 | 219 | 1950 | 244 | 1989 | 180 |
| 1925 | 195 | 1964 | 178 | 1992 | 180 |
| 1933 | 205 | 1971 | 202 |      |     |

## Sehenswürdigkeiten
- Naturschutzgebiet Oberes Pfefferfließ im westlichen Teil der Gemarkung
- Naturschutzgebiet Bärluch
- Durch den Ort verläuft der 11,1 km lange Spitzbergweg, ein Teil des FlämingWalks.